# 葛西優人
葛西 優人（かさい ゆうと、1988年 - ）は青森県弘前市出身の写真家。

## 略歴・人物
2006年青森県立弘前高等学校卒業。東京理科大学卒。
東京理科大学では建築学を専攻し、若手写真家の登竜門である1 WALL（ひとつぼ展）で審査員である鷹野隆大、姫野希美、町口覚、増田玲、土田ヒロミから評価を得て、第9回写真「1 WALL」グランプリを「Marginal Man is Dead」で受賞した。
セクシュアリティーにはとらわれず、人間の出生や不条理、葛藤をテーマに作品を制作したいと、雑誌Penで述べている。
ガーディアン・ガーデンにおいて、展示期間中に行われた鷹野隆大とのトークセッションでは「隠された人の心理や問題、社会の問題を視覚化することにより、逆説的に見る人に訴えかけたい。」と述べている。
日産アートアワード2020グランプリ受賞者である潘逸舟（ハン イシュ）とは、弘前大学教育学部付属中学校時代の同級生である。

## 受賞歴
- 2013年 第9回写真「1 WALL」グランプリ受賞

## 個展・展示
- 2013年 第9回写真「1 WALL」グループ展 ガーディアン・ガーデン 銀座
- 2014年 第9回写真「1 WALL」Sail to The Moon ガーディアン・ガーデン 銀座[2][5]
- 2015年 Multiple_#1 matchibaco 新宿
- 2015年 Multiple_#2 matchibaco 新宿
- 2022年 「If This Then That」 新宿[1]

## 著作
- 「1 WALL」グランプリ Photography_09　葛西優人